# Tlön, Uqbar, Orbis Tertius
 (mars 2019).
Si vous disposez d'ouvrages ou d'articles de référence ou si vous connaissez des sites web de qualité traitant du thème abordé ici, merci de compléter l'article en donnant les références utiles à sa vérifiabilité et en les liant à la section « Notes et références ».
Tlön, Uqbar, Orbis Tertius est une nouvelle de science-fiction de l'écrivain argentin Jorge Luis Borges. 
Elle figure dans le recueil Fictions. Elle a été publiée pour la première fois par le journal argentin Sur en mai 1940. La postface datée de 1947 est en réalité postdatée par l'auteur.

## Description
Dans ce texte, un article d'encyclopédie au sujet d'un pays mystérieux appelé Uqbar livre une première trace de l'existence d'Orbis Tertius, une conspiration massive d'intellectuels pour créer un monde imaginaire : Tlön. C'est une des plus longues nouvelles de Jorge Luis Borges, avec environ 5 600 mots. Un des principaux thèmes de « Tlön, Uqbar, Orbis Tertius » est que les idées se manifestent elles-mêmes dans le monde réel ; l'histoire est souvent considérée comme une parabole de l'idéalisme de Berkeley — et dans une certaine mesure, comme une protestation contre le totalitarisme.
Tlön, Uqbar, Orbis Tertius a la structure d'une fiction policière se déroulant dans un monde devenu fou. La forme courte utilisée par l'auteur ne l'empêche pas de faire référence à de nombreuses figures intellectuelles de premier plan, et de traiter de nombreux thèmes généralement abordés dans le roman d'idées, notamment au sujet du langage, de l'épistémologie et de la critique littéraire.

## Résumé
Toutes les références de pagination se rapportent à l'ouvrage édité chez Folio : Jorge Luis Borges, Fictions, Gallimard, coll. « Folio », Paris, 1974  (ISBN 2070366146).
Après la découverte de l'article « Uqbar » de l' Anglo-American Cyclopædia, le narrateur découvre de plus en plus de témoignages de la conspiration visant à créer le monde de Tlön ; d'une certaine manière, à la fin de l'histoire, le monde apparaît voué à devenir Tlön.
L'histoire est écrite à la première personne par le double de Jorge Luis Borges dans la fiction. Les faits concernant le monde de Tlön sont révélés au fur et à mesure que le narrateur en prend connaissance. La nouvelle a été rédigée en 1940, et toute la narration se fait à cette date (à l'exception de la postface qui est fictivement datée de 1947), mais les événements qui arrivent au narrateur se déroulent approximativement de 1935 à 1947 ; enfin, l'entreprise visant à créer Tlön commence au début du XVIIe siècle, pour s'achever en 1947.
Au début de l'histoire, Uqbar semble être une région reculée d'Irak ou d'Asie mineure. Au cours d'une conversation avec Bioy Casares, Borges apprend qu'un hérésiarque (fondateur d'une hérésie) d'Uqbar avait déclaré « que les miroirs et la copulation [étaient] infâmes, puisqu'ils multipliaient le nombre des hommes ». Impressionné par cette phrase, Borges demande à en connaître la source, et Bioy Casares le renvoie à l'Anglo-American Cyclopedia, décrite comme « une réimpression littérale et divergente de l'Encyclopædia Britannica de 1902 ». En fait, Uqbar est seulement mentionnée dans les dernières pages d'un volume de l'Anglo-American Cyclopedia, pages qui sont absentes de tous les autres exemplaires.
Pour déterminer si Uqbar existe ou non réellement, le narrateur doit passer par un labyrinthe bibliographique. Dans sa quête, il se réfère en particulier à une affirmation présente dans l'article encyclopédique sur Uqbar : « La littérature d'Uqbar [...] ne faisait jamais référence à la réalité, mais aux deux régions imaginaires de Mlajnas et de Tlön ».
Un ami du père de Borges, Herbert Ashe, lui donne de précieuses indications au sujet d'un autre livre : le onzième volume d'une encyclopédie consacrée à Tlön. En deux endroits, le volume est marqué « d'un tampon ovale et bleu portant l'inscription Orbis Tertius ».
À ce stade, l'histoire de Tlön, Uqbar et Orbis Tertius dépasse le cercle des amis et connaissances proches de Borges ; des universitaires comme Néstor Ibarra se demandent si le volume en question a été écrit isolément ou s'il implique nécessairement l'existence d'une encyclopédie complète. Les protagonistes en viennent à supposer qu'il y ait eu une tentative de reconstruction totale de l'histoire, de la culture et des langues du monde de Tlön.

## Thèmes développés

### Thèmes philosophiques
À travers la fiction et le fantastique, cette nouvelle explore plusieurs thèmes philosophiques. Borges essaye en particulier d'imaginer un monde, Tlön, dans lequel l'idéalisme de Berkeley est considéré comme allant de soi, alors que la doctrine du matérialisme est vue comme une hérésie, un scandale et un paradoxe inconcevable, comparable aux paradoxes de Zénon d'Élée dans le monde réel. En décrivant les langues de Tlön, l'histoire joue également sur la question épistémologique suivante : comment le langage peut-il avoir une emprise sur les pensées ? La nouvelle développe aussi plusieurs métaphores sur la façon dont les idées influencent la réalité. Ce dernier thème est d'abord exploré astucieusement en décrivant des objets tellement désirés qu'ils se sont matérialisés par la force de l'imagination, mais s'assombrit ensuite quand la fascination pour Tlön commence à distraire les gens de l'attention portée à la réalité terrestre.
La majeure partie de la nouvelle traite de l'idéalisme de George Berkeley, probablement plus connu pour s'être demandé si un arbre tombant dans la forêt sans témoin produit un son (Berkeley, un évêque anglican, se satisfit de la réponse qu'il fit, déclarant qu'il y a un son, puisque Dieu est toujours là pour l'entendre). La philosophie de Berkeley privilégie les perceptions sur toute autre notion de la chose en soi. Kant accusa Berkeley d'aller si loin qu'il refusait toute objectivité.
Dans le monde imaginaire de Tlön, un idéalisme berkeleyen excessif et sans Dieu semble aller de soi. L'approche tlönienne considère les perceptions comme essentielles et refuse l'existence d'une réalité sous-jacente. À la fin de la partie principale de la nouvelle, immédiatement avant le post-scriptum, Borges pousse ce raisonnement jusqu'à son point de rupture logique en imaginant que « Parfois, des oiseaux, un cheval, ont sauvé les ruines d'un amphithéâtre » (p. 26) en continuant à les percevoir. En plus de l'opinion concernant la philosophie de Berkeley, cet aspect, parmi d'autres, peut être vu comme un commentaire sur la capacité qu'ont les idées à influer sur la réalité, voire proprement à la matérialiser. Par exemple, dans Tlön, des objets appelés hrönir (p. 24) peuvent apparaître quand deux personnes distinctes découvrent en deux lieux différents le « même » objet perdu .
Borges imagine un Tlönien travaillant de son côté à résoudre le problème du solipsisme en tenant le raisonnement suivant : si toutes les personnes sont en réalité des aspects d'un seul être, alors peut-être que l'univers n'est cohérent que parce qu'un individu le voit de façon cohérente. Ceci est effectivement une vision approchée du Dieu berkeleyen : peut-être n'est-il pas omnipotent, mais il centralise toutes les perceptions qui ont lieu en réalité.
Dans le monde de Tlön, comme dans l'essai de Borges Nouvelle réfutation du temps (1947), il est fait mention d'une « négation de l'espace, du temps, et du moi individuel », comme le commentent Emir Rodriguez Monegal et Alastair Reed dans leurs notes à Borges, un lecteur. Cette perspective ne refoule pas simplement la réalité objective, mais la morcèle également en ses instants successifs. Même la continuité du moi est remise en question, à la manière dont l'épochè phénoménologique développée par Edmund Husserl le préconise.
Quand Borges écrit que « Les métaphysiciens de Tlön ne cherchent pas la vérité ni même la vraisemblance : ils cherchent l'étonnement. Ils jugent que la métaphysique est une branche de la littérature fantastique. » (p. 20), on peut le voir soit comme une anticipation très précoce du relativisme dégagé par la philosophie dite postmoderne, soit comme un pied-de-nez à ceux qui prennent la métaphysique avec trop de sérieux.

### Thèmes littéraires
La nouvelle anticipe également d'une certaine façon de nombreuses concepts-clefs développés plus tard dans les œuvres de Vladimir Nabokov. À un moment, Borges et Adolfo Bioy Casares discutent de « la réalisation d'un roman à la première personne, dont le narrateur omettrait ou défigurerait les faits et tomberait dans diverses contradictions » (p. 11), ce qui peut être vu comme un précédent à la technique employée par Nabokov dans Lolita (1955), et encore plus certainement dans Feu pâle (1962) (même si des exemples antérieurs de narrateur non fiable existent, par exemple chez Italo Svevo dans La conscience de Zeno paru en 1923). Par ailleurs, l'obsession terrestre pour Tlön sera une référence pour le concept central de Nabokov dans Ada ou l'ardeur (1969), dans lequel le narrateur est pareillement obsédé par Terra. Dans les deux livres, les personnages du monde narré deviennent obsédés par un monde imaginaire (Tlön/Terra) à tel point qu’ils sont plus intéressés par cette fiction que par leurs propres vies. Le parallèle n’est pas absolu : dans la nouvelle de Borges, le narrateur procède essentiellement de notre monde, et Tlön est une fiction qui s’introduit graduellement en lui ; dans le roman de Nabokov, le monde du narrateur est un univers parallèle et Terra est notre terre, perçu à tort comme un lieu de paix et de bonheur presque uniformes.
Dans le contexte du monde imaginaire de Tlön, Borges décrit une école de critique littéraire qui prétend arbitrairement que deux œuvres sont du même auteur, et se fondant sur cette assertion, en déduit des caractéristiques sur l'auteur imaginé.
La nouvelle traite aussi du thème de l'amour dans les livres, des encyclopédies et des atlas en particulier — des livres qui sont en quelque sorte des mondes en eux-mêmes.
Comme beaucoup d'autres œuvres de Borges, l'histoire repousse les limites séparant la fiction du réel. Elle mentionne plusieurs personnes réelles (Borges lui-même, son ami Bioy Casares, Thomas de Quincey, etc.), mais les dote souvent d'attributs fictifs ; et la nouvelle contient également plusieurs personnages fictifs, et d'autres pour lesquels on peut se poser la question.

### Autres thèmes
Bien que cela puisse sembler suffisant pour une nouvelle, Tlön, Uqbar, Orbis Tertius se penche aussi sur d'autres thèmes. L'histoire commence et se termine sur la problématique de la réflexion, de la duplication et de la reproduction — complète aussi bien qu'incomplète — et le problème avoisinant qu'est le pouvoir du langage et des idées sur le modelage du monde.
Au début de l'histoire, nous sommes en présence d'un miroir qui nous offre une vision déconcertante et saugrenue du monde, une version « littérale, mais également fastidieuse » (et probablement plagiée) de l'Encyclopædia Britannica, une citation approximative mais appropriée de la part de Bioy Casares, et la question de savoir si on peut présumer que les différents exemplaires d'un même livre ont le même contenu (p. 13). À la fin, Borges travaille à une « indécise traduction » d'une œuvre de Browne en espagnol, tandis que le pouvoir des idées d' « une dynastie dispersée de solitaires » refait le monde à l'image de Tlön (p. 30).
Nous croisons tout au long de la nouvelle, successivement : des miroirs de pierre (p. 13), l'idée de reconstruire un monde imaginaire fondé sur un seul livre (p. 14), l'analogie entre cette encyclopédie et un « cosmos » gouverné par des « lois intimes » (p. 17), une vision du monde dans laquelle les notions habituelles de chose sont rejetées, mais où « abondent les objets idéaux, convoqués et dissous en un moment, suivant les besoins poétiques » (p. 19), l'univers conçu comme « le texte que produit un dieu subalterne pour s'entendre avec un démon » ou comme « ces cryptographies dans lesquelles tous les symboles n'ont pas la même valeur » (p. 21), des hrönir, répliques d'objets appelés à exister par l'ignorance ou l'espoir, et chez lesquels on trouve dans « ceux du onzième [degré] une pureté de lignes que les originaux n'ont pas » (p. 25), et la volonté d'Ezra Buckley de « démontrer au Dieu inexistant que les mortels sont capables de concevoir un monde » (p. 27).

## Réalité et fiction dansTlön, Uqbar, Orbis Tertius

### Personnages réels et fictionnels
Les personnages de la nouvelle figurent dans cette liste, par ordre d'apparition dans le récit :
- Adolfo Bioy Casares est un personnage réel, écrivain argentin, ami et collaborateur de Borges à de nombreuses reprises.
- Smerdis ; il est fait référence à "l'imposteur Smerdis le magicien". Après la mort du vrai Smerdis (fils de Cyrus le Grand, empereur perse), un mage du nom de Gaumata était parvenu à usurper le trône en se faisant passer pour lui pendant plusieurs mois.
- Justus Perthes, qui vivait au XVIIIe siècle, est le fondateur d'une maison d'édition allemande qui porte son nom ; de fait, comme cela est précisé dans la nouvelle, les atlas qu'il a publié ne font pas mention d'Uqbar.
- Carl Ritter fut l'un des fondateurs de la géographie contemporaine. Borges relève qu'Uqbar est absent de l'index cartographique Erdkunde établi par Ritter.
- Bernard Quaritch était un libraire qui vivait au XIXe siècle à Londres. Sa librairie existe toujours et porte son nom. Dans le récit, ses catalogues mentionnent l'History of the Land called Uqbar de Sils Haslam.
- Silas Haslam est très probablement un personnage de fiction. Plusieurs éléments tendent à le montrer : Haslam était le nom de jeune fille de la grand-mère de Borges, et une note nous informe qu'Haslam est l'auteur d'une General History of Labyrinths - or les labyrinthes sont un thème récurrent de l'œuvre de Borges.
- Johann Valentin Andreae est un théologien allemand, auteur de Chymische Hochzeit Christiani Rosencreutz anno 1459 (Mariage chimique de la Rose-Croix chrétienne), un des trois ouvrages fondateurs du mouvement rosicrucien, mais qui n'a jamais écrit le Lesbare und lesenswerthe Bemerkungen über das Land Ukkbar in Klein-Asien (Remarques d'importance au sujet du pays d'Ukkbar, en Asie mineure) que Borges lui attribue dans la nouvelle.
- Thomas de Quincey, connu pour son récit autobiographique, les Confessions d'un mangeur d'opium anglais, cité dans la nouvelle parce qu'il aurait fait fréquemment référence à Johann Valentin Andreae.
- Carlos Mastronardi, écrivain argentin, membre du groupe Martín Fierro (aussi appelé groupe Florida), proche de Borges. Dans la nouvelle, il découvre un exemplaire de l'Anglo-American Cyclopaedia qui ne mentionne pas Uqbar.
- Herbert Ashe, sans doute un personnage de fiction, inspiré par l'un ou l'autre des amis anglais du père de Borges.
- Néstor Ibarra, Ezequiel Martínez Estrada et Pierre Drieu la Rochelle ont tous trois réellement existé, et sont décrits alors qu'ils discutent de la découverte du volume XI de la First Encyclopaedia of Tlön. Ibarra est un poète argentin (qui a notamment traduit Borges en français) ; Estrada est l'auteur, entre autres, de Muerte y transfiguración de Martín Fierro (Mort et transfiguration de Martín Fierro), un important ouvrage de critique portant sur l'œuvre majeure de la littérature argentine au XIXe siècle. Drieu La Rochelle était l'un des rares contributeurs étrangers à la revue argentine Sur (qui signifie Sud en espagnol), dans laquelle Borges écrivait régulièrement.
- Alfonso Reyes, essayiste, poète et diplomate mexicain, a connu Jorge Luis Borges durant son séjour en Argentine en tant qu'ambassadeur de 1927 à 1930 et de 1936 à 1937.